# Limoniaden
De limoniaden of limniaden zijn in de Griekse mythologie de nimfen van de bloemen, planten en weides. Er is weinig over hen bekend.